# Roland Wieczorek
Roland Wieczorek (ur. 27 lutego 1963 w Opolu) – polski żużlowiec.
Sport żużlowy uprawiał w latach 1982–1996 reprezentując barwy klubu Kolejarz Opole, z wyjątkiem 1995 r., w którym startował w J.A.G. Speedway Club Łódź.
Finalista młodzieżowych indywidualnych mistrzostw Polski (Opole 1982 – X miejsce). Dwukrotny finalista mistrzostw Polski par klubowych (Toruń 1986 – VIII miejsce, Grudziądz 1993 – VII miejsce). Finalista młodzieżowych mistrzostw Polski par klubowych (Rybnik 1984 – złoty medal). Dwukrotny finalista turniejów o Srebrny Kask (Rybnik 1982 – XI miejsce, Toruń 1983 – XIII miejsce). Dwukrotny finalista indywidualnego Pucharu Polski (Gniezno 1987 – VII miejsce, Opole 1988 – XIV miejsce).